# Neoitamus tipuloides
Neoitamus tipuloides är en tvåvingeart som först beskrevs av Harris 1780.  Neoitamus tipuloides ingår i släktet Neoitamus och familjen rovflugor. Inga underarter finns listade i Catalogue of Life.